# La Fureur de vivre
Pour plus de détails, voir Fiche technique et Distribution.
La Fureur de vivre (Rebel Without a Cause) est un film américain réalisé par Nicholas Ray, sorti en 1955.
Il brosse le portrait de la jeunesse des classes moyennes durant les années 1950. Film charnière, à la croisée du classicisme et de la modernité, il acquiert le rang de film culte au cours des années, et consacre le mythe de James Dean comme éternel représentant de la jeunesse en crise.

## Synopsis

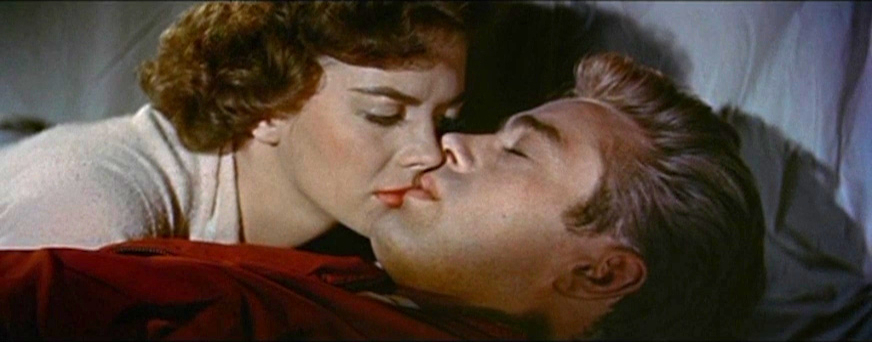
Natalie Wood et James Dean.

Après avoir déménagé à Los Angeles avec ses parents, Jim Stark (joué par James Dean) qui a 17 ans, s'inscrit à la Dawson High School. Mais très vite il est amené au poste de police pour ivresse sur la voie publique. Lorsque sa mère, son père et sa grand-mère arrivent au poste de police pour le récupérer, les conflits dans la famille de Jim sont présentés. Son père (Jim Backus) essaye souvent de le défendre, mais la mère de Jim gagne toujours. Jim se sent trahi par l'absence de force morale chez son père, ce qui provoque des sentiments de malaise.
Tout en essayant de s'intégrer au mieux parmi les étudiants de son nouveau lycée, Jim est impliqué dans une dispute avec Buzz Gunderson (Corey Allen), chef de la bande qui fait la loi au sein du lycée. Alors qu'il tente de faire face à Buzz, il devient ami avec un garçon de 15 ans, John, surnommé Platon (Sal Mineo), qui était également au poste de police la nuit de la scène d'ouverture.
Après une visite au planétarium où les jeunes gens assistent à un discours sur la fin de l'univers, Buzz défie Jim dans un combat au couteau dans lequel ils sont blessés tous les deux. Jim obtient cependant la considération de Buzz, qui lui propose alors de se mesurer à lui dans une course de voitures, course dans laquelle il perdra malheureusement la vie.
Jim, paniqué et menacé par les comparses de Buzz, ne trouvant pas de réponse auprès de ses parents, tente de chercher de l'aide auprès de la police mais sans succès. Trouvant du réconfort auprès de Judy (Natalie Wood), ex-petite amie de Buzz, ils se réfugient tous deux dans une vieille maison abandonnée, où ils sont bientôt rejoints par Platon. Mais lorsque les amis de Buzz les retrouvent, le jeune homme leur tire dessus avec une arme dérobée à sa mère, et prend la fuite.
Retranché dans le planétarium, Platon se laisse convaincre par Jim et Judy de se rendre à la police, qui l'attend à l'extérieur. Mais quand Platon sort du planétarium, il est tué par un agent de police. Les parents de Jim croient d'abord qu'il s'agit de leur fils, puisque ce dernier a prêté sa veste à Platon, mais ils retrouvent finalement Jim sain et sauf, en compagnie de Judy. Le film s'achève sur la promesse du père de retrouver son autorité paternelle, et la présentation de Judy à la famille Stark.

## Fiche technique
- Titre : La Fureur de vivre
- Titre original : Rebel Without a Cause
- Réalisation : Nicholas Ray, assisté de Gary Nelson et Don Alvarado
- Scénario : Irving Shulman & Stewart Stern
- Musique : Leonard Rosenman
- Photographie : Ernest Haller - Cinemascope Warnercolor - Ratio : 2,55:1
- Montage : William Ziegler
- Son : Stéréo 4 pistes magnétiques (sur copies d'origine) - Mono : 1 piste optique
- Décors : William Wallace
- Costumes : Moss Mabry
- Production : David Weisbart
- Société de production et de distribution : Warner Bros. Pictures
- Pays de production : États-Unis
- Langue : anglais
- Durée : 111 minutes
- Genre : Drame
- Dates de sortie :
  - États-Unis : 27 octobre 1955
  - France : 28 mars 1956
- Date de reprise :
  - France : 22 février 2012
- Budget : 1,5 million de $
- Box-office US : 6 millions de $
- Entrées en France : 4 280 929
- Affiche : Jean Mascii (France)

## Distribution

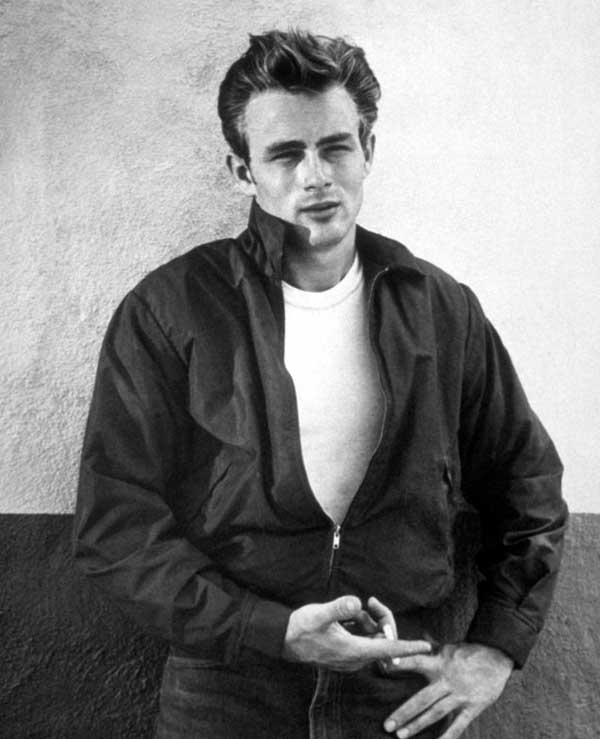
James Dean

- James Dean (VF : Michel François) : Jim Stark
- Natalie Wood (VF : Jeanine Freson) : Judy
- Sal Mineo (VF : Christian Eyssette) : John "Platon" Crawford
- Jim Backus (VF : Robert Dalban) : Frank Stark, le père de Jim
- Ann Doran (VF : Marie Francey) : la mère de Jim
- Corey Allen (VF : Marc Cassot) : Buzz Gunderson
- Dennis Hopper (VF : Michel Choisy) : Goon
- Rochelle Hudson (VF : Lita Recio) : la mère de Judy
- William Hopper (VF : Raymond Loyer) : le père de Judy
- Steffi Sidney (de) (VF : Anne Vernon) : Mil
- Marietta Canty (VF : Mona Dol) : la tutrice de Platon
- Virginia Brissac (VF : Lucienne Givry) : la grand-mère de Jim
- Beverly Long (en) (VF : Geneviève Bray) : Helen
- Ian Wolfe (VF : Gérard Férat) : Dr Minton
- Frank Mazzola (en) (VF : Jacques Thébault) : Crunch
- Robert Foulk (VF : Jean-Henri Chambois) : Gene, le policier
- Nick Adams (VF : Jean-Paul Thomas) : Moose
- Jack Simmons (VF : Roger Rudel) : Cookie
- Edward Platt (VF : Pierre Leproux) : Ray Fremick
- Tom Bernard (en) (VF : Michel Gudin) : Harry
- Nick Adams (VF : Jacques Muller) : Chick
- Jack Grinnage
- Clifford Morris (VF : René Blancart) : Cliff

Acteurs non crédités
- Jimmy Baird (VF : Linette Lemercier) : le petit frère de Judy
- Paul Birch (VF : Jean Clarieux) : le chef de la police
- Gus Schilling : un gardien
- Almira Sessions : la vieille institutrice

## Récompenses et distinctions

### Prix
- En 1990, La Fureur de vivre a été sélectionné par la National Film Registry de la Bibliothèque du Congrès américaine pour être conservé comme étant « culturellement, historiquement ou esthétiquement important ».

### Nominations
- Oscar du meilleur second rôle masculin - Sal Mineo
- Oscar du meilleur second rôle féminin - Natalie Wood
- Oscar de la meilleure histoire originale – Nicholas Ray
- BAFTA du meilleur film
- BAFTA du meilleur acteur étranger – James Dean

- 1998 : American Film Institute - AFI's 100 Years...100 Movies #59

## Analyse
(novembre 2018).
Si vous disposez d'ouvrages ou d'articles de référence ou si vous connaissez des sites web de qualité traitant du thème abordé ici, merci de compléter l'article en donnant les références utiles à sa vérifiabilité et en les liant à la section « Notes et références ».
Sorti en 1955, le film de Nicholas Ray est un film charnière, à la fois dans ses thématiques et dans sa forme, puisqu'il évoque :

### Conquête de la virilité
On note donc des événements fondamentaux qui marquent l'accession de Jim dans le monde adulte. Tout d'abord, le duel au couteau, puis, plus tard, la mort de Buzz, figure d'autorité. Puis la conquête de la figure féminine, Judy, en qui Jim trouve les qualités maternelles que sa propre mère n'a pas.

### Famille en crise

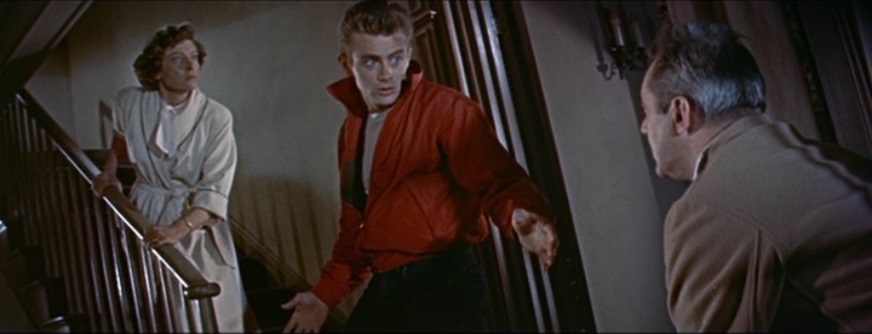
Jim et ses parents.

Si Nicholas Ray pose un regard critique sur la jeunesse, c'est avant tout pour dénoncer les vrais coupables : les adultes. Démissionnaires ou défaillants, on assiste à un véritable éclatement de la cellule familiale. Le père « émasculé », qui porte le tablier de sa femme et se soumet à l'autorité de cette dernière, perd le respect de son fils, qui se retrouve alors sans référence, sans modèle pour sa vie future.
Les parents de Platon quant à eux sont totalement absents du récit, remplacés par la bonne. Enfin, les parents de Judy, même s'ils paraissent plus stables et plus unis, rejettent les doutes et les questionnements de leur fille.

### Deuil de l'enfance

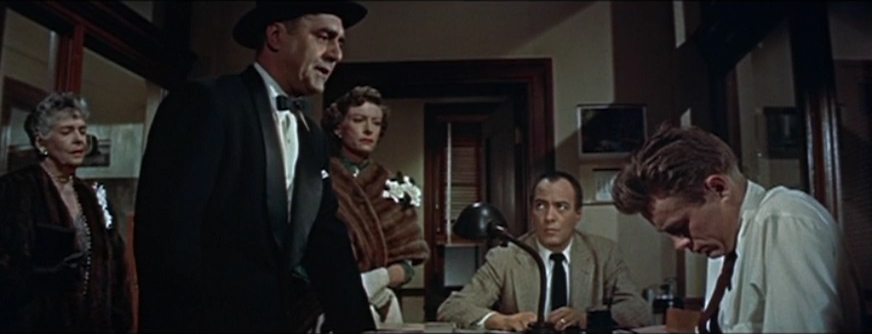
Jim Stark au poste de police.

En manque de modèles, les protagonistes évoluent dans un monde où l'avenir n'est pas des plus optimistes, comme le montre la scène du planétarium. Par  réflexe de protection, ils se réfugient alors dans des attitudes régressives, qui ne sont déjà plus de leur âge. Le petit singe mécanique que l'on voit au début du film, l'attitude des deux jeunes garçons avec Judy, qui incarne plus une figure maternelle, et enfin, le lieu même de la maison abandonnée, sorte de caverne platonicienne qui symbolise l'âge des origines, le lieu d'avant la naissance, et protègent, pour un temps, de ce passage à l'âge adulte qui peut être vu à la fois comme mort de l'enfance et renaissance.
Enfin, on remarque que très vite, les trois personnages principaux tendent à recréer une cellule familiale. Platon, oscillant entre admiration pour un modèle paternel et attirance homosexuelle (une scène de baiser entre Jim et lui sera d'ailleurs censurée) pour son ami Jim, trouve, dans le couple qu'il forme avec Judy, des parents de substitution. Jim, quant à lui, trouve en Judy une figure rassurante de mère protectrice.

### Nouveaux visages dans le paysage cinématographique
Si le film de Nicholas Ray s'inscrit encore tout à fait dans le classicisme hollywoodien, il propose une vision et des personnages empreints de modernité. En présentant des figures d'autorité défaillantes et des héros non plus entiers mais partagés entre plusieurs aspirations, emplis de doute et en manque de repères, le réalisateur introduit la figure de l'anti-héros au sein de Hollywood. De plus, le jeu de James Dean, élève de l'Actors Studio, apporte un naturalisme et une trivialité à son personnage (on le voit s'allonger par terre, crier, pleurer…) qui s'affranchit des conventions de jeu plus classiques. L'œuvre de Nicholas Ray annonce donc déjà la fin de l'Âge d'Or hollywoodien et pose les bases des bouleversements artistiques inaugurés par le Nouvel Hollywood quelques années plus tard.

### Œuvre universelle et intemporelle: Nicholas Ray et le mythe
Si le film de Nicholas Ray est le reflet réaliste d'une époque, il dépasse cependant le contexte temporel, géographique ou social pour s'ancrer dans le domaine du mythe.
Le réalisateur fait lui-même appel au mythe, en transposant le récit d'Œdipe dans les années cinquante, apportant ainsi un certain universalisme dans le discours.
Mais, surtout, il crée lui-même un mythe, à travers la figure de James Dean, adolescent éternel (il mourra dans un accident de voiture avant même la sortie du film sur les écrans), devenu une icône pour toute une génération.

## Réception
(décembre 2012).
Si vous disposez d'ouvrages ou d'articles de référence ou si vous connaissez des sites web de qualité traitant du thème abordé ici, merci de compléter l'article en donnant les références utiles à sa vérifiabilité et en les liant à la section « Notes et références ».
Warner Bros sort le film le 27 octobre 1955, presque un mois après la mort de James Dean, dont la disparition à 24 ans renforce le mythe.
Les jeunes gens du monde entier se reconnaissent dans le héros du film et portent à leur tour jean, t-shirt blanc et gilet rouge ; tenue que James Dean avait copiée sur son idole, Marlon Brando (le premier acteur en tee-shirt et torse nu dans Un tramway nommé Désir en 1951, et en jean et blouson de cuir noir dans L'Équipée sauvage en 1953).
Le film a connu le succès à cause de son histoire et de la performance de James Dean et des jeunes stars – Dennis Hopper, Natalie Wood, Sal Mineo et Nick Adams. Il deviendra un des films préférés de la jeunesse américaine de l'époque. James Dean devient le symbole des manifestations de la colère de la génération d'après-guerre, illustrée notamment via le rapport conflictuel qu'il entretient avec ses parents.
James Dean devient par ailleurs l'exemple de la génération des années 1950, et il coïncide avec l'émergence du rock n roll dans la culture populaire. Le jeune rebelle est un héros lumineux dont les aventures sont tragiques. Il porte avec lui la souffrance, le changement et le désir de s'affirmer en tant que modèle masculin. 

## Autour du film
- Film cité dans The Celluloid Closet.
- Au départ, lors de la première tentative d'adaptation du livre, la Warner avait pensé à Marlon Brando dans le rôle principal. Ce n'est que quelques années plus tard que le film sera finalement tourné. C'est sur le conseil d'Elia Kazan, qui vient de le faire tourner dans À l'est d'Éden, que Nicholas Ray choisira le jeune James Dean pour le rôle de Jim Stark.
- C'est Jayne Mansfield qui devait jouer le rôle de Judy. Mais c'est finalement Natalie Wood, moins naïve que le réalisateur ne le pensait au départ, qui eut le rôle. Ce dernier aurait d'ailleurs eu une liaison avec elle pendant un temps. Une liaison découverte par Dennis Hopper, fou amoureux de la jeune actrice, qui prévint dès lors ses parents. Une dénonciation qui a particulièrement irrité le metteur en scène qui a complètement délaissé le comédien lors du tournage[1].
- C'est le premier vrai rôle pour Dennis Hopper, qui n'avait jusque-là fait qu'une apparition dans le précédent film du réalisateur, Johnny Guitare.
- Plusieurs protagonistes du film connurent un destin tragique. James Dean mourra dans un accident de voiture en 1955, Nick Adams décédera en 1968 d'une overdose médicamenteuse. Edward Platt se suicidera en 1974 tandis que Sal Mineo lui, sera poignardé en 1976. Quelques années plus tard, Nicholas Ray succombera à un cancer en 1979 et Natalie Wood, elle, périra noyée en 1981. Dennis Hopper et Corey Allen vivront tous deux jusqu'en 2010.
- Au départ, le film devait être tourné en noir et blanc comme une série B.
- La scène de combat au couteau a été réalisée par les acteurs avec de vrais couteaux. Seule une cotte de mailles sous leurs manches les protégea des coups perdus. C'est Frank Mazzola, autrefois membre d'un gang de Hollywood, qui apprit à James Dean comment manier un couteau.
- James Dean fut blessé au poignet lors de la scène du poste de police où il frappait fort du poing sur le comptoir.
- Le nom de Stark vient de Trask, le nom du personnage que James Dean portait dans son premier et précédent film, À l'est d'Éden.
- La scène avec le singe est une totale improvisation de James Dean.[réf. souhaitée]
- Le réalisateur fait une apparition lors de la dernière scène, c'est lui que l'on voit marcher vers l'immeuble.
- Le thème musical de Bernard Herrmann pour le film Pas de printemps pour Marnie d'Alfred Hitchcock, sorti en 1964, rappelle celui de La Fureur de vivre.